# Phyllophaga bipartita
Phyllophaga bipartita är en skalbaggsart som beskrevs av Horn 1887. Phyllophaga bipartita ingår i släktet Phyllophaga och familjen Melolonthidae. Inga underarter finns listade i Catalogue of Life.